# San Felices de los Gallegos
San Felices de los Gallegos település Spanyolországban, Salamanca tartományban. San Felices de los Gallegos Olmedo de Camaces, Bañobárez, Castillejo de Martín Viejo, Villar de la Yegua, Villar de Ciervo, Puerto Seguro, Ahigal de los Aceiteros, La Redonda és Lumbrales községekkel határos. Lakosainak száma 350 fő (2024).

## Népesség
A település népessége az elmúlt években az alábbi módon változott:
| Lakosok száma | 629  | 588  | 553  | 536  | 484  | 461  | 428  | 395  | 355  | 350  |
|               | 2001 | 2004 | 2007 | 2009 | 2012 | 2014 | 2017 | 2019 | 2022 | 2024 |